# Piața Samuil Vulcan din Beiuș
Piața Samuil Vulcan din Beiuș este un ansamblu de monumente istorice aflat pe teritoriul municipiului Beiuș.